# Günsel
Günsel (Ajuga), von mittelhochdeutsch Gunsel, ist eine Pflanzengattung innerhalb der Familie der Lippenblütler (Lamiaceae). Die etwa 65 Arten sind hauptsächlich in Eurasien und in Nordafrika verbreitet.

## Beschreibung

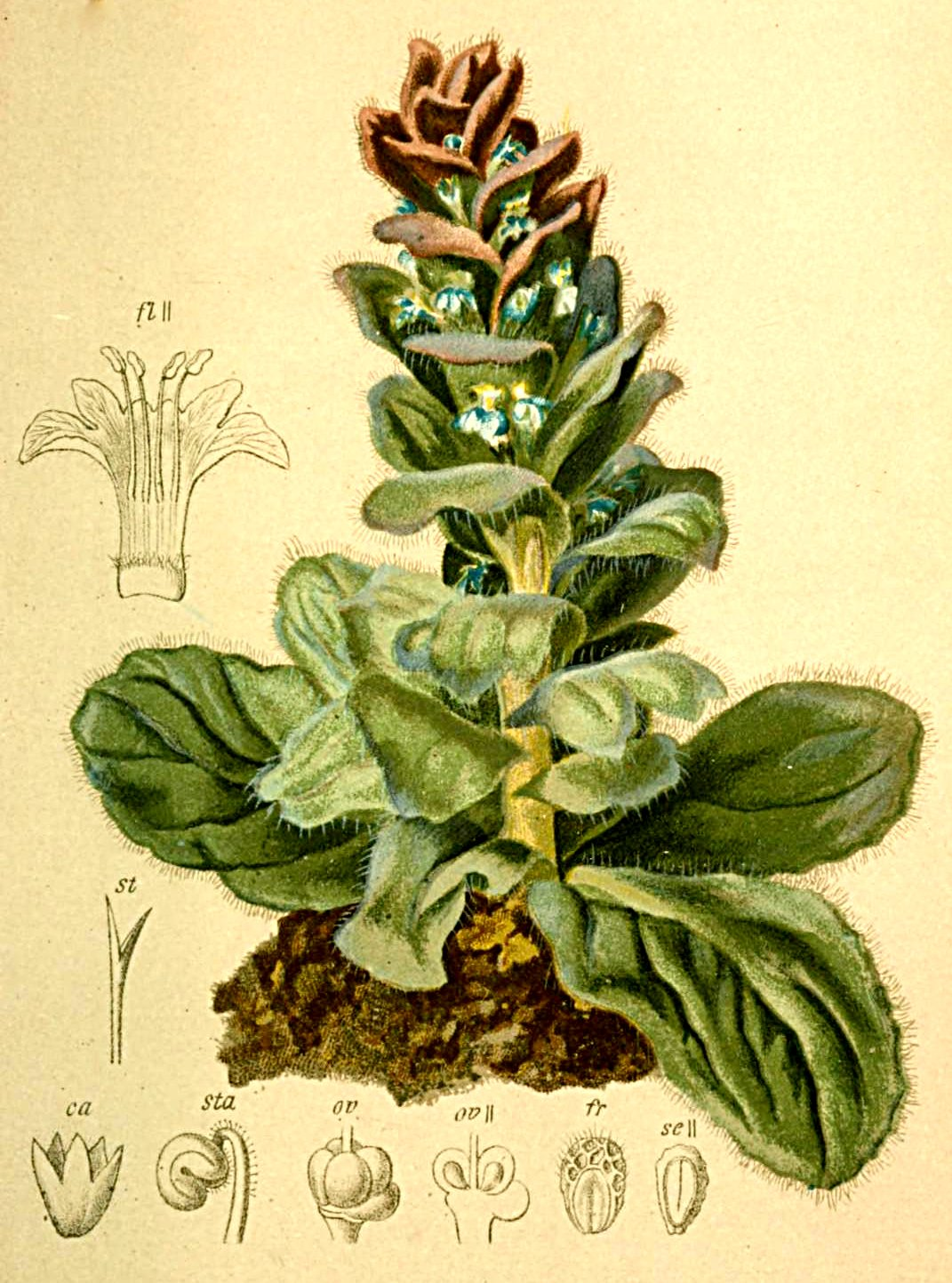
Illustration des Pyramiden-Günsel (Ajuga pyramidalis)

### Vegetative Merkmale
Bei Ajuga-Arten handelt es sich um ein- oder zweijährige oder ausdauernde krautige Pflanzen, selten auch um Sträucher, wobei die meisten Arten eher klein bleiben (bis einige Dezimeter). Die gegenständig angeordneten Laubblätter sind in Blattstiel und Blattspreite gegliedert. Die Blattspreite ist ungeteilt, selten auch tief gelappt (Ajuga chamaepitys). Der Blattrand ist gesägt oder gekerbt, selten auch fast ganzrandig.

### Generative Merkmale
Bei den meisten Ajuga-Arten sind die Tragblätter der Blütenquirle den Laubblättern ähnlich, aber kleiner und oft auch anders gefärbt. Der Übergang kann nach und nach, aber auch plötzlich sein. Bei wenigen Arten sind die Tragblätter auch größer als die Laubblätter.
Die zwittrigen Blüten sind zygomorph und fünfzählig mit doppelter Blütenhülle. Die Blütenkrone ist violett bis blau, bei wenigen Arten auch weiß, gelb, rosafarben oder rot. Ähnlich wie beim Gamander ist die Krone hier scheinbar einlippig. Allerdings ist die flache und sehr kurze Oberlippe nur wenig in zwei kurze Lappen gespalten. Die viel größere Unterlippe ist dreilappig, wobei der Mittellappen deutlich größer ist und bei vielen Arten vorne mehr oder weniger tief herzförmig ausgerandet ist. Die Krone fällt nach dem Verblühen nicht ab, sondern bleibt bis zur Fruchtreife.
Es werden Klausenfrüchte gebildet, die in vier einsamige Teilfrüchte (Klausen) zerfallen. Die Teilfrüchte sind verkehrt-eiförmig mit einer Areole auf 1/2 bis 2/3 ihrer Länge. Die Teilfrüchte besitzen ein Elaiosom.

## Systematik und Verbreitung

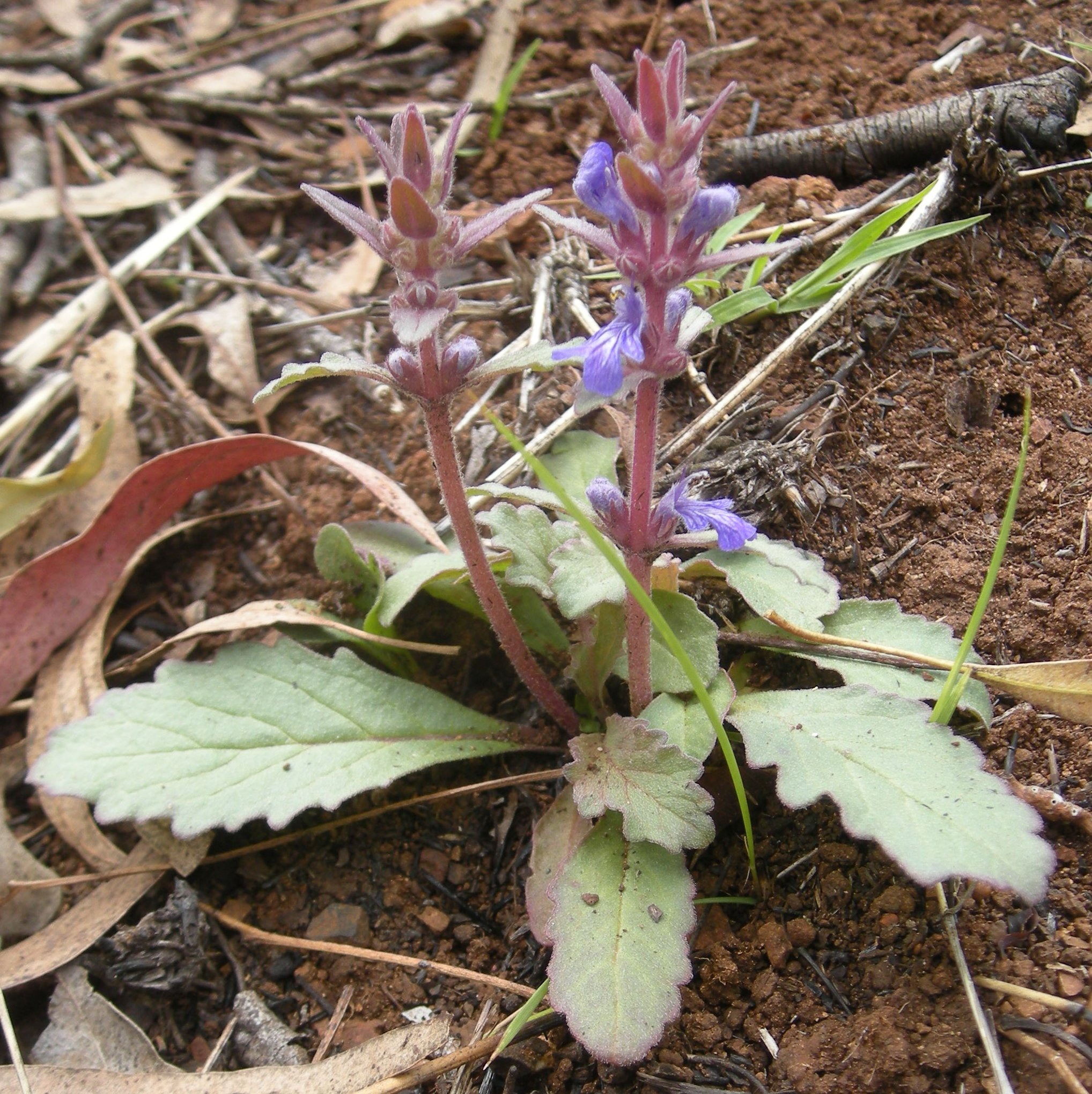
Ajuga australis

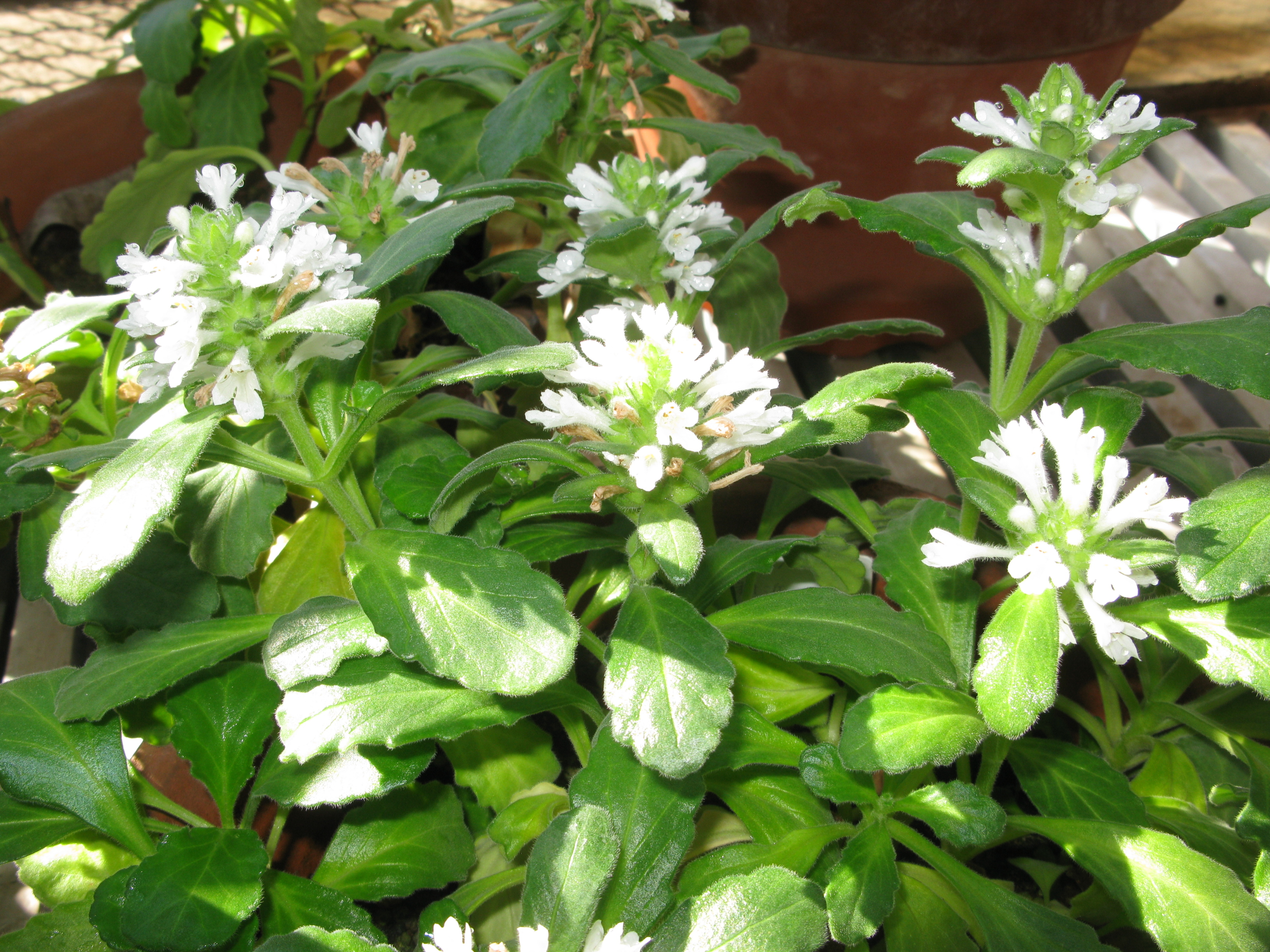
Ajuga boninsimae

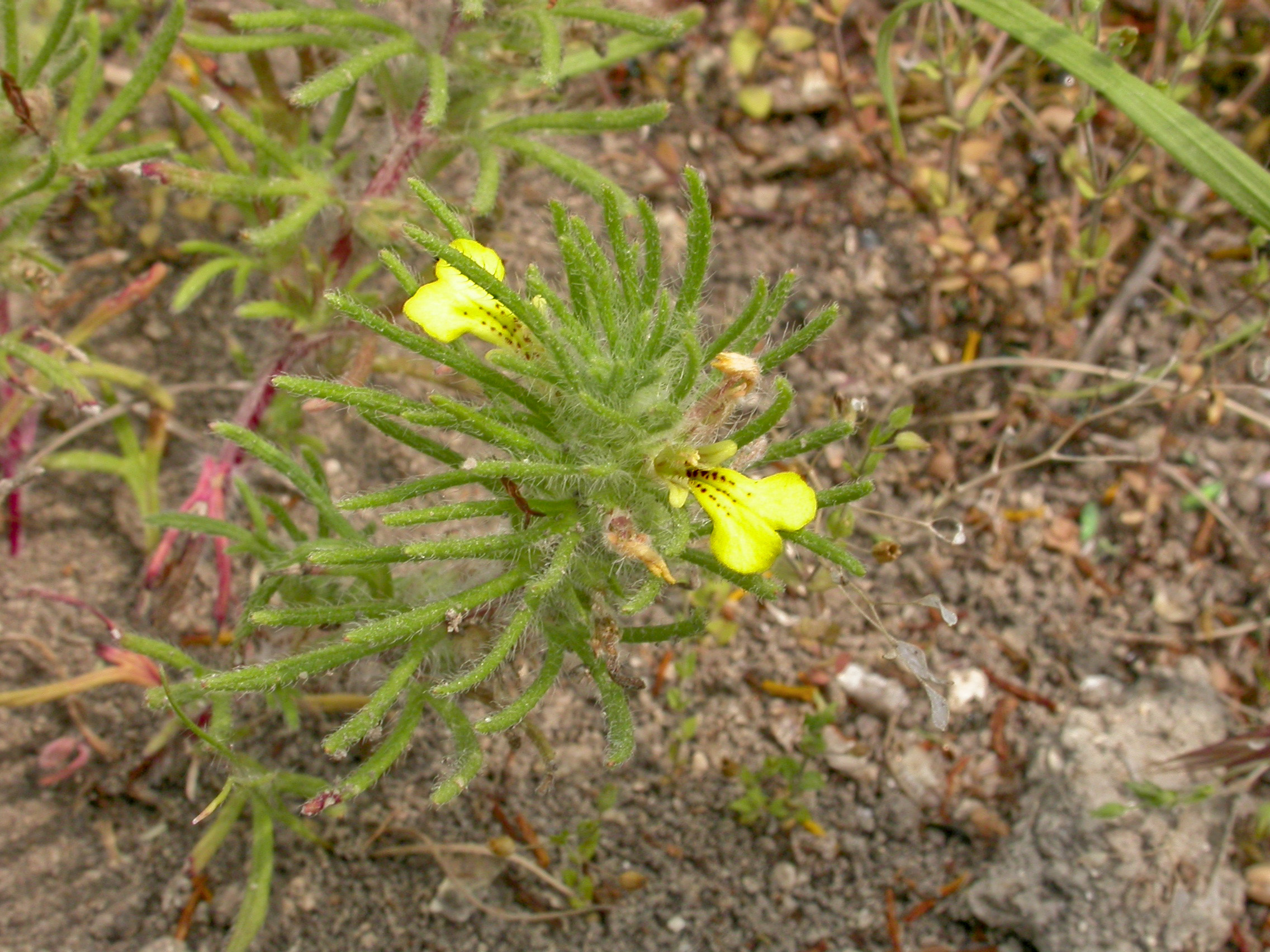
Gelber Günsel (Ajuga chamaepitys)

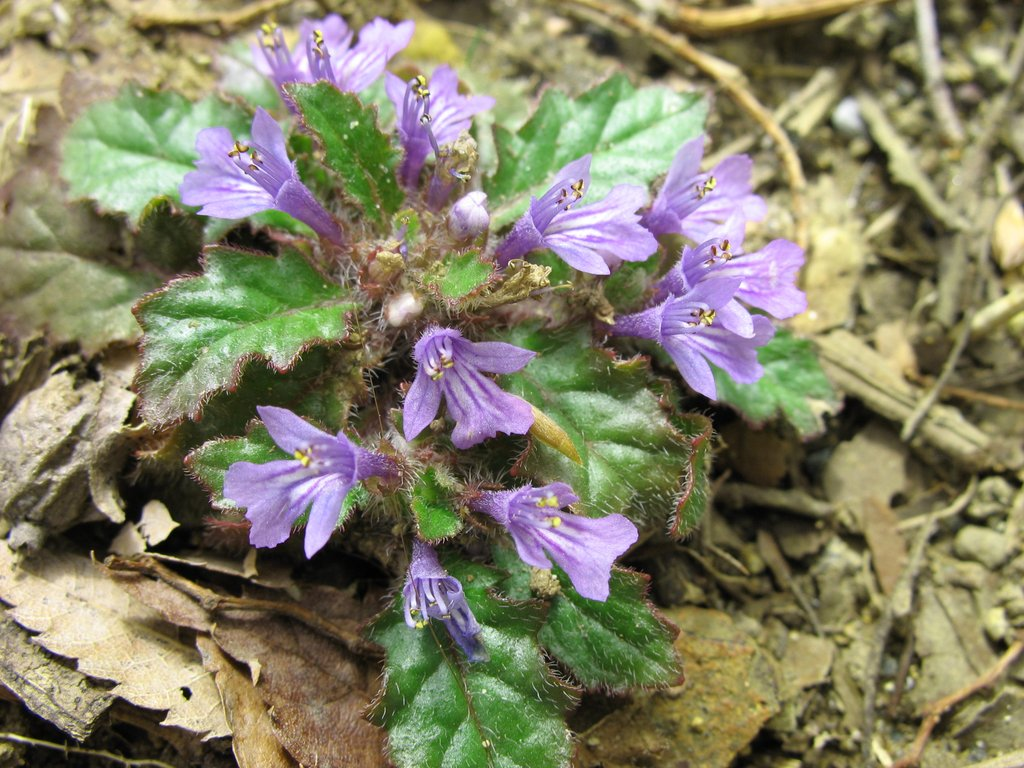
Ajuga decumbens

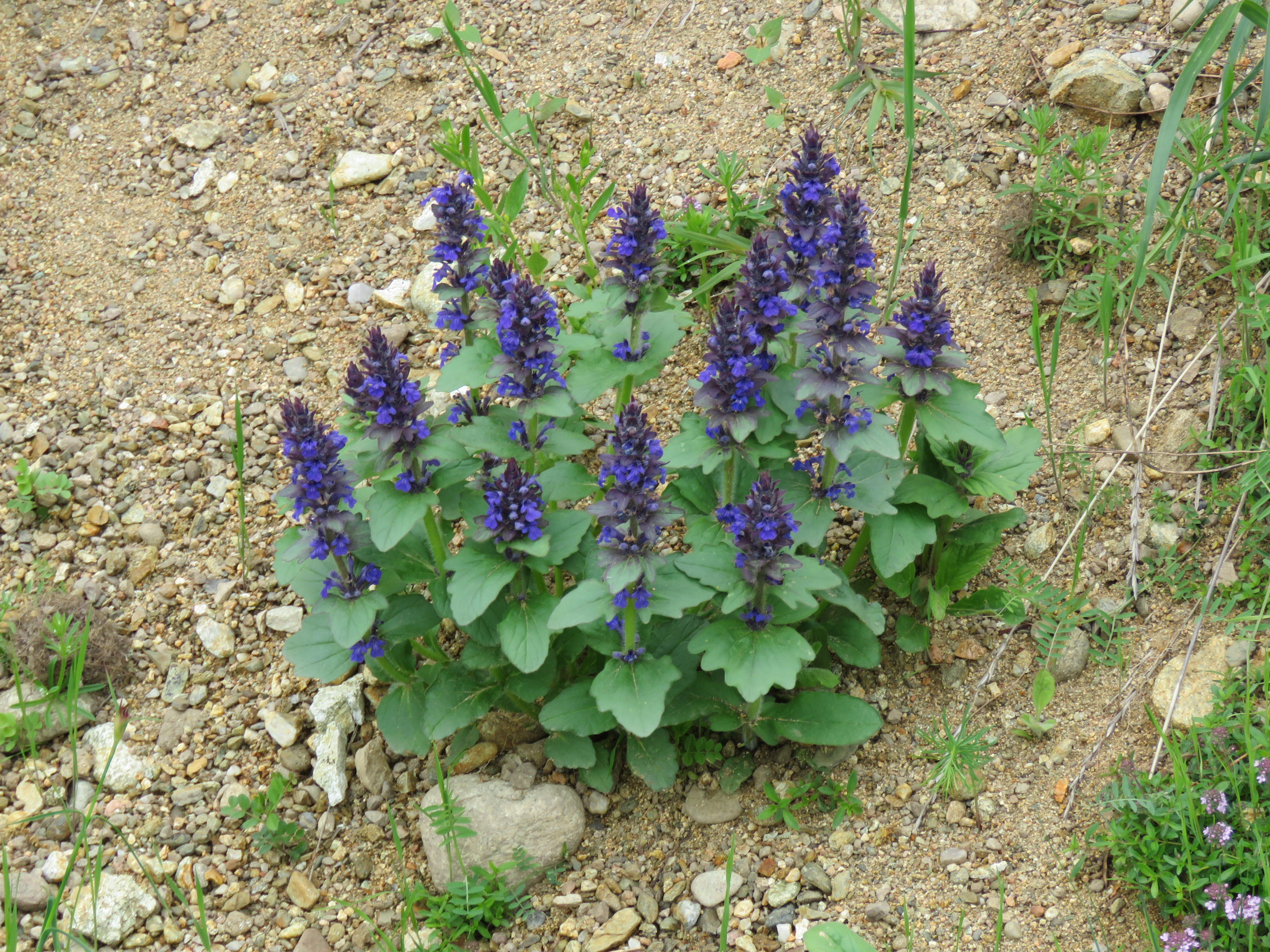
Genfer Günsel (Ajuga genevensis)

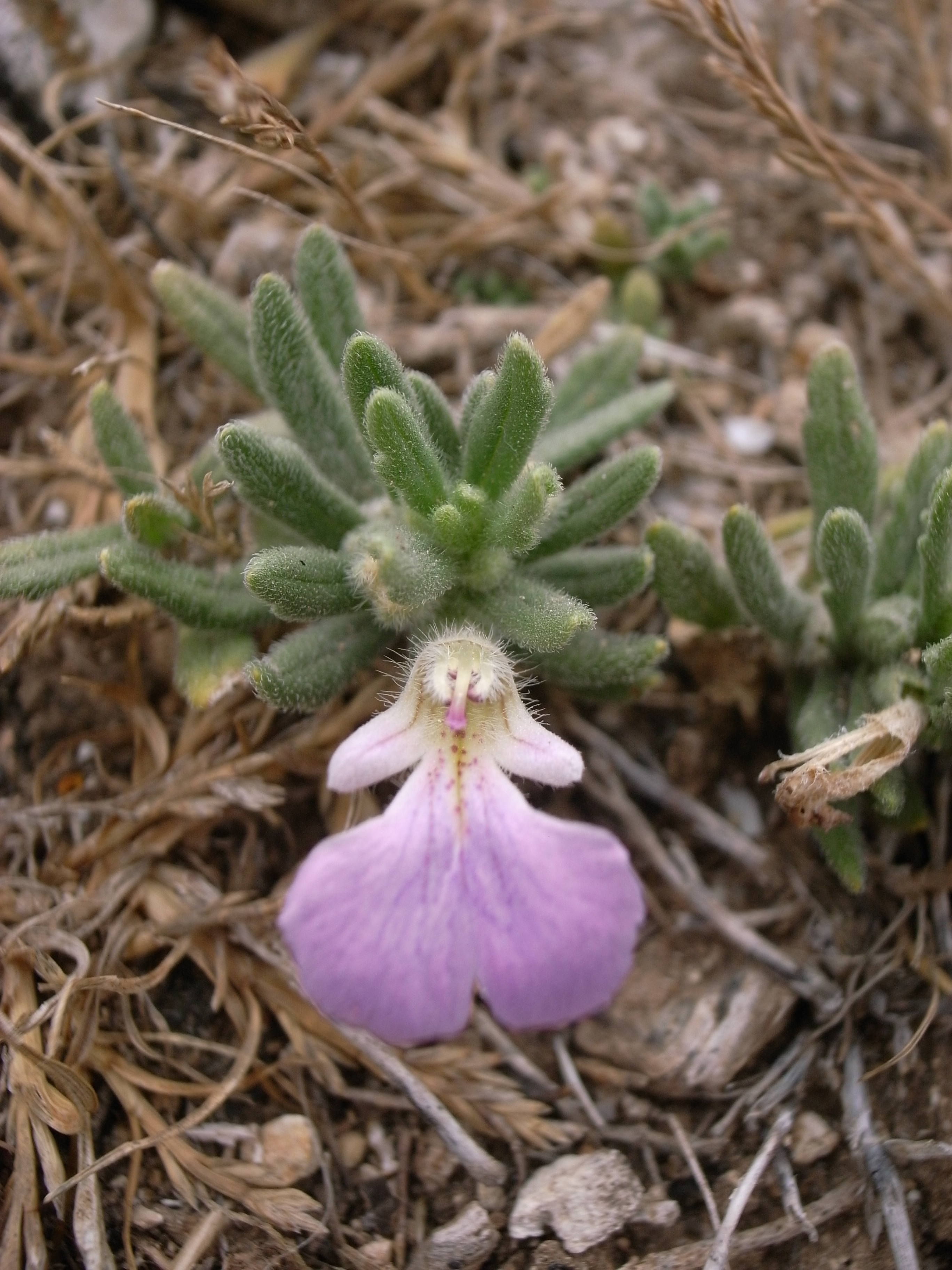
Mittelmeer-Günsel (Ajuga iva)

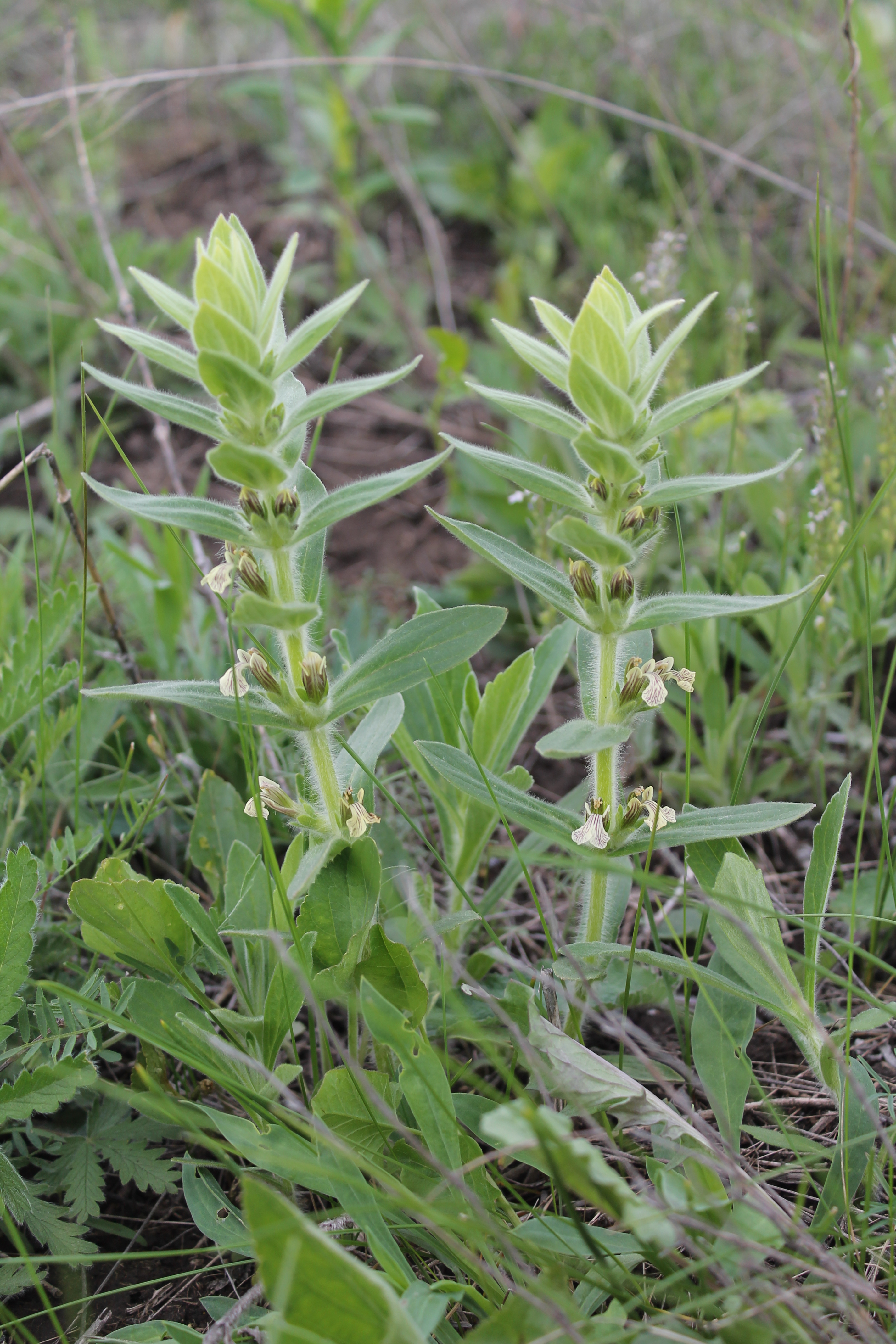
Ajuga laxmannii

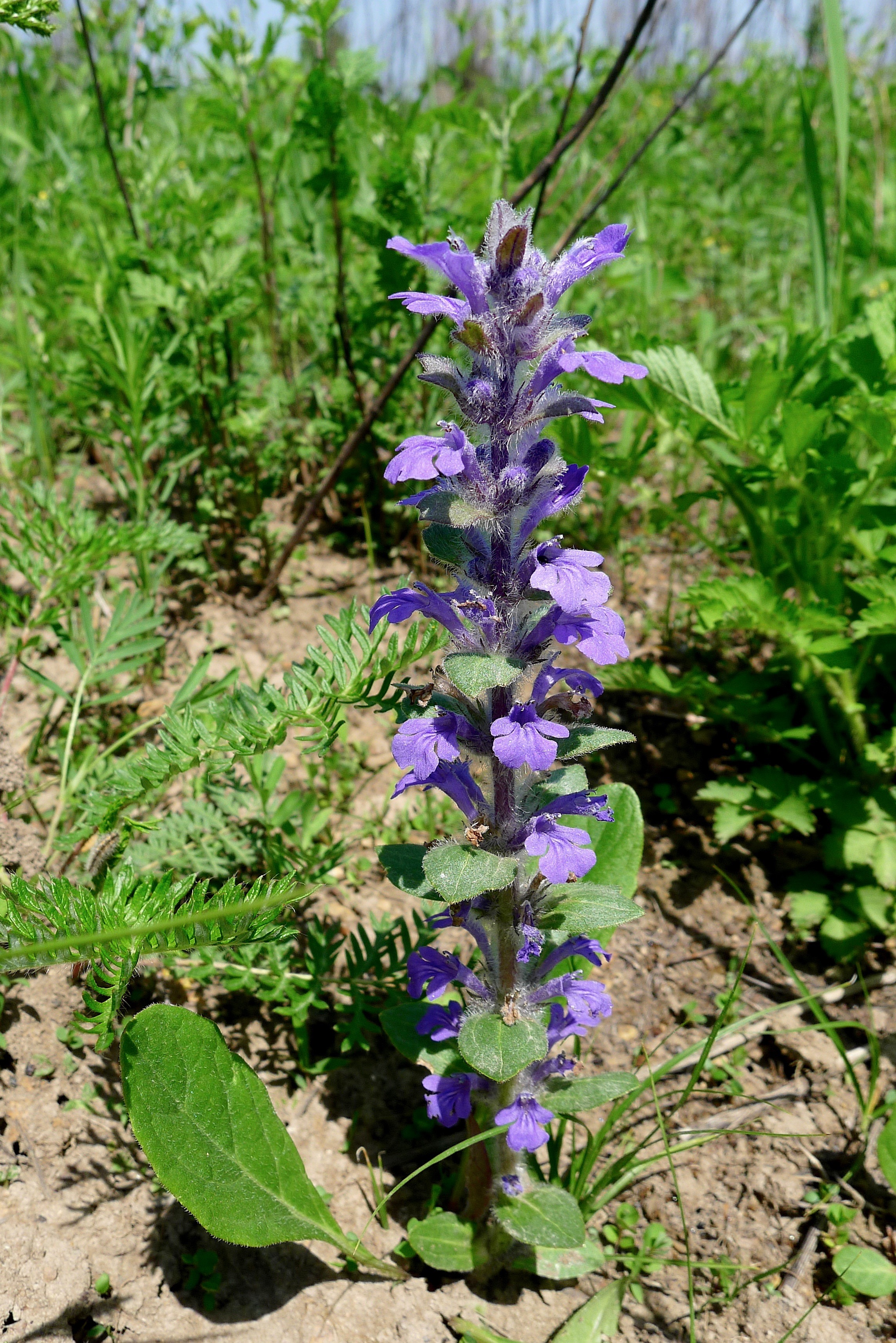
Ajuga multiflora

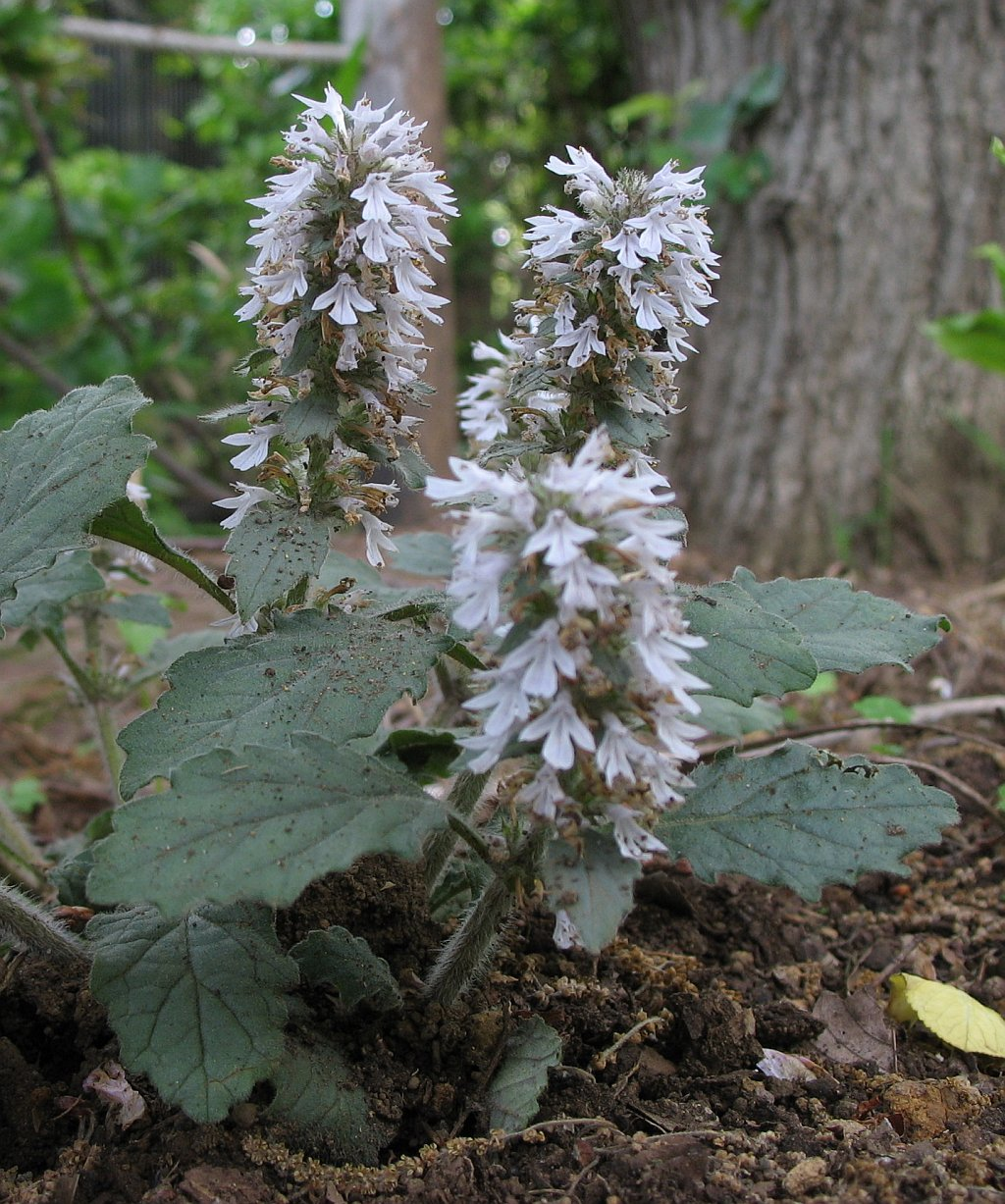
Ajuga nipponensis

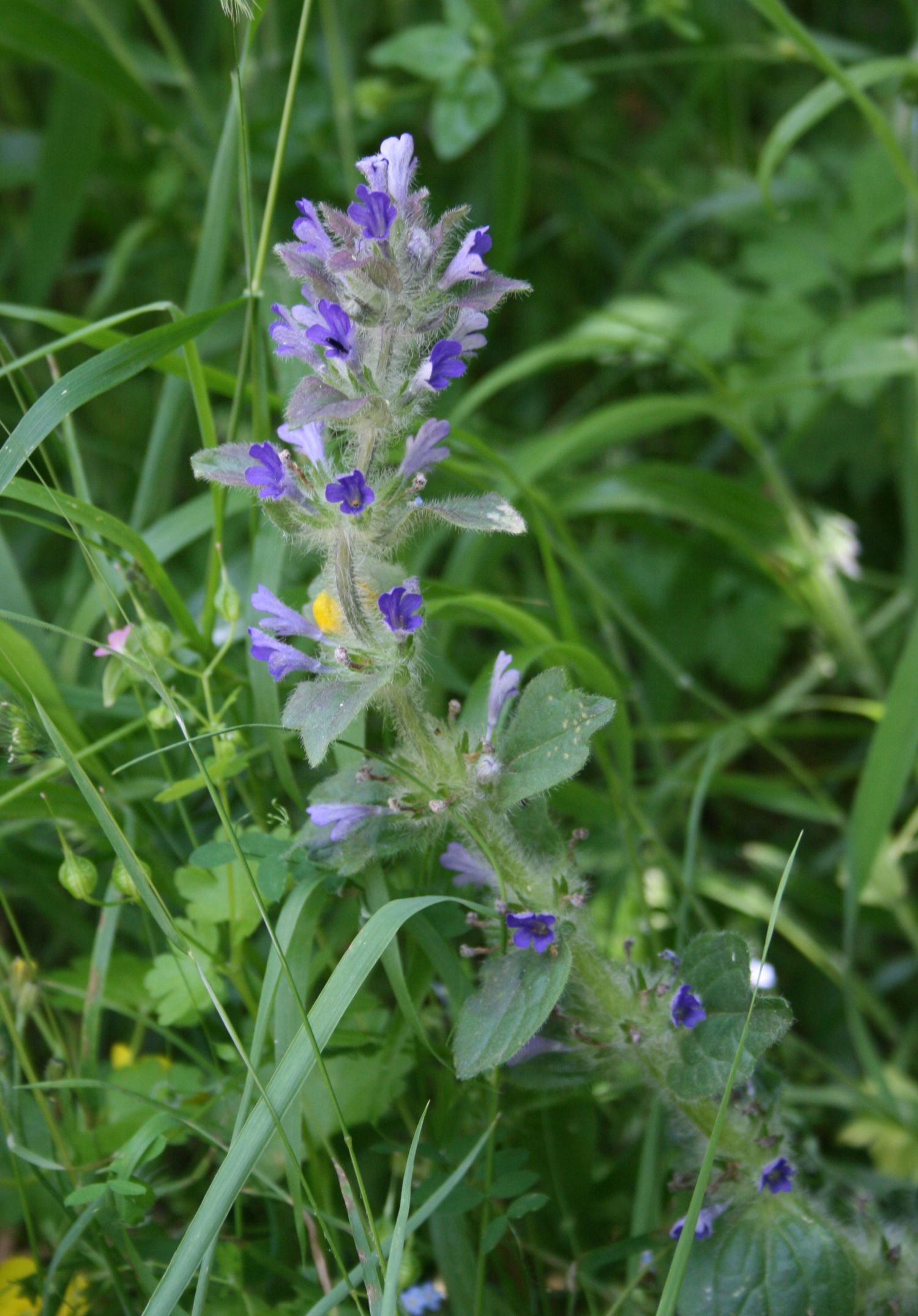
Ajuga orientalis

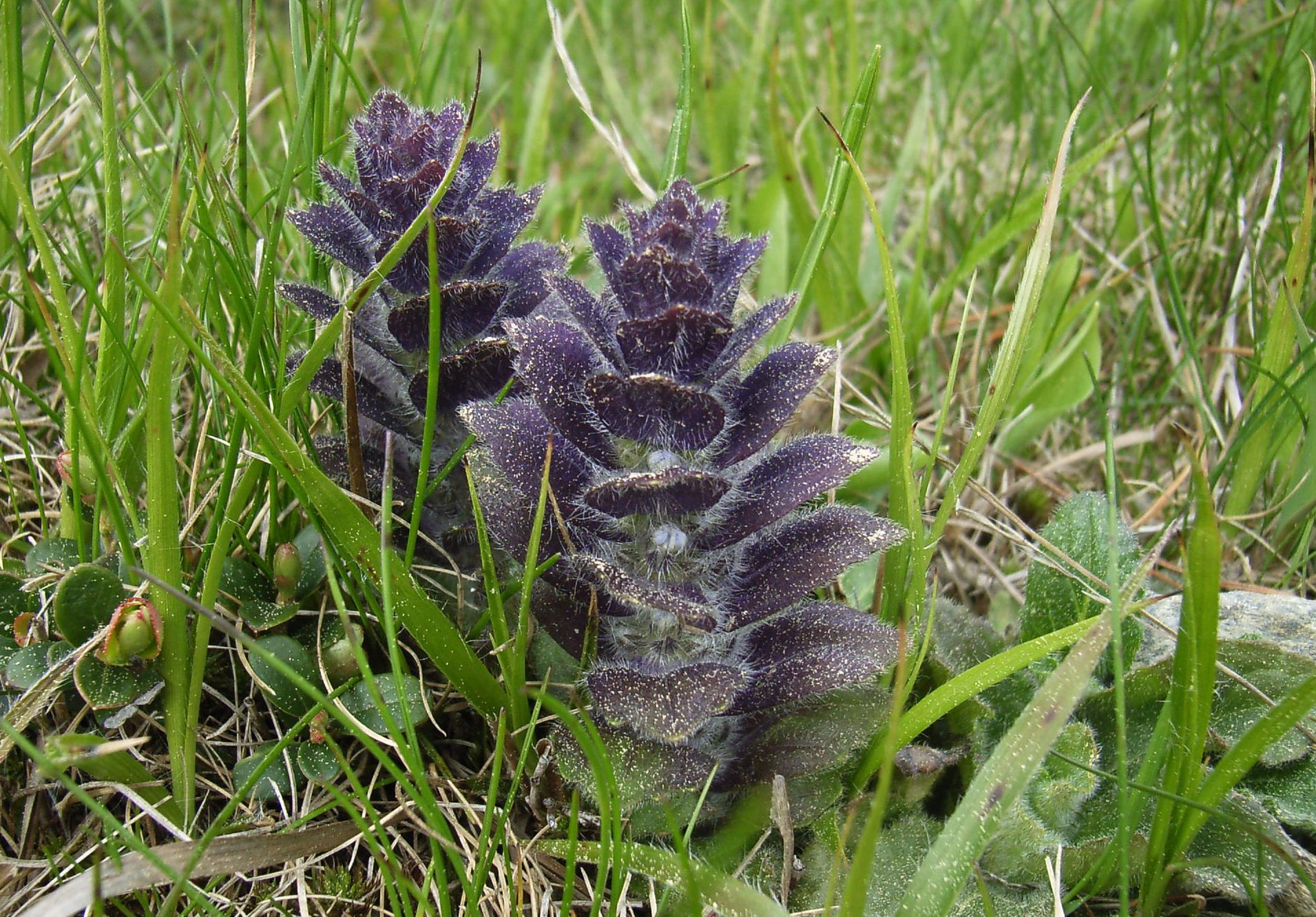
Pyramiden-Günsel (Ajuga pyramidalis)

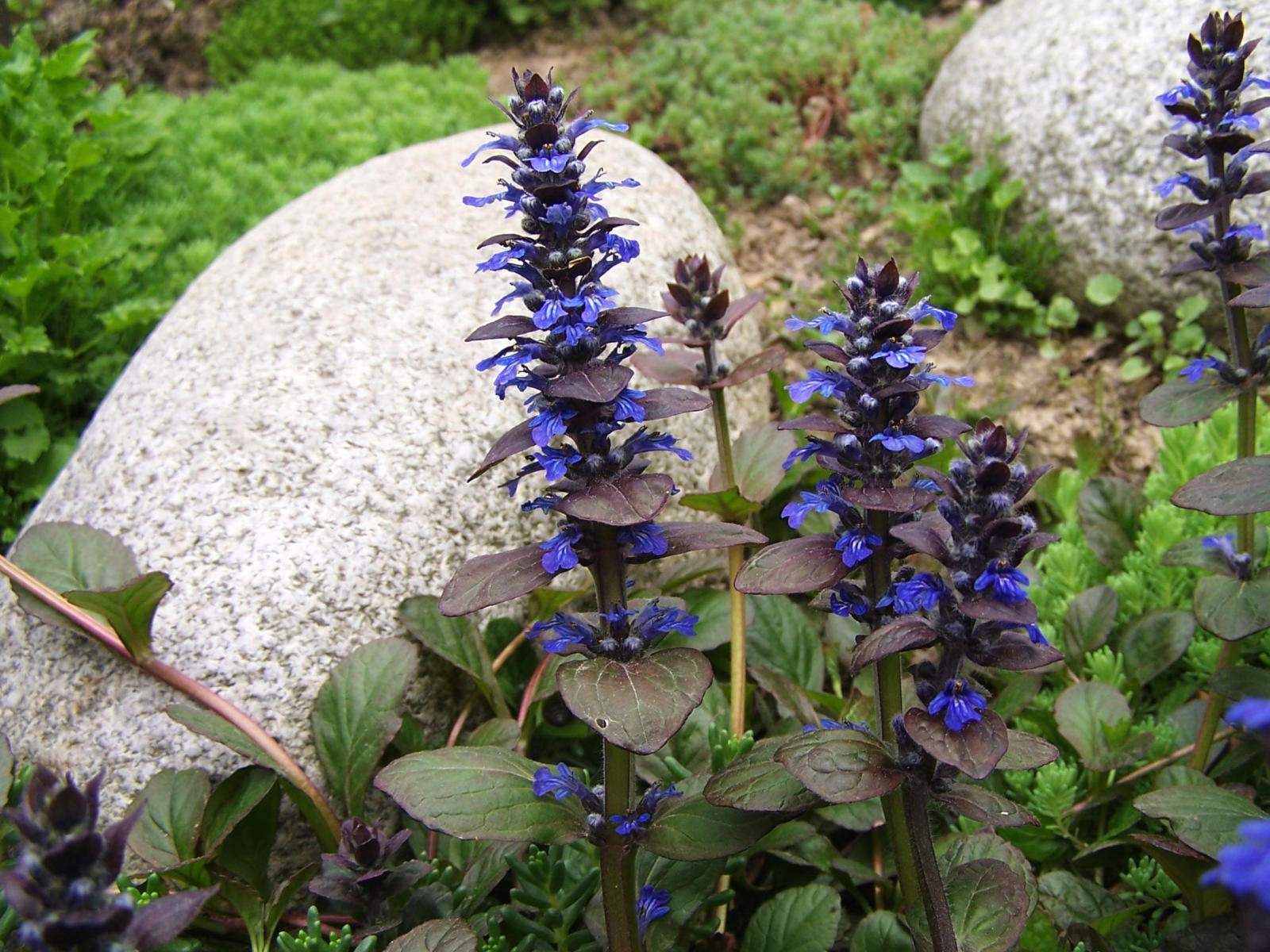
Kriechender Günsel (Ajuga reptans)

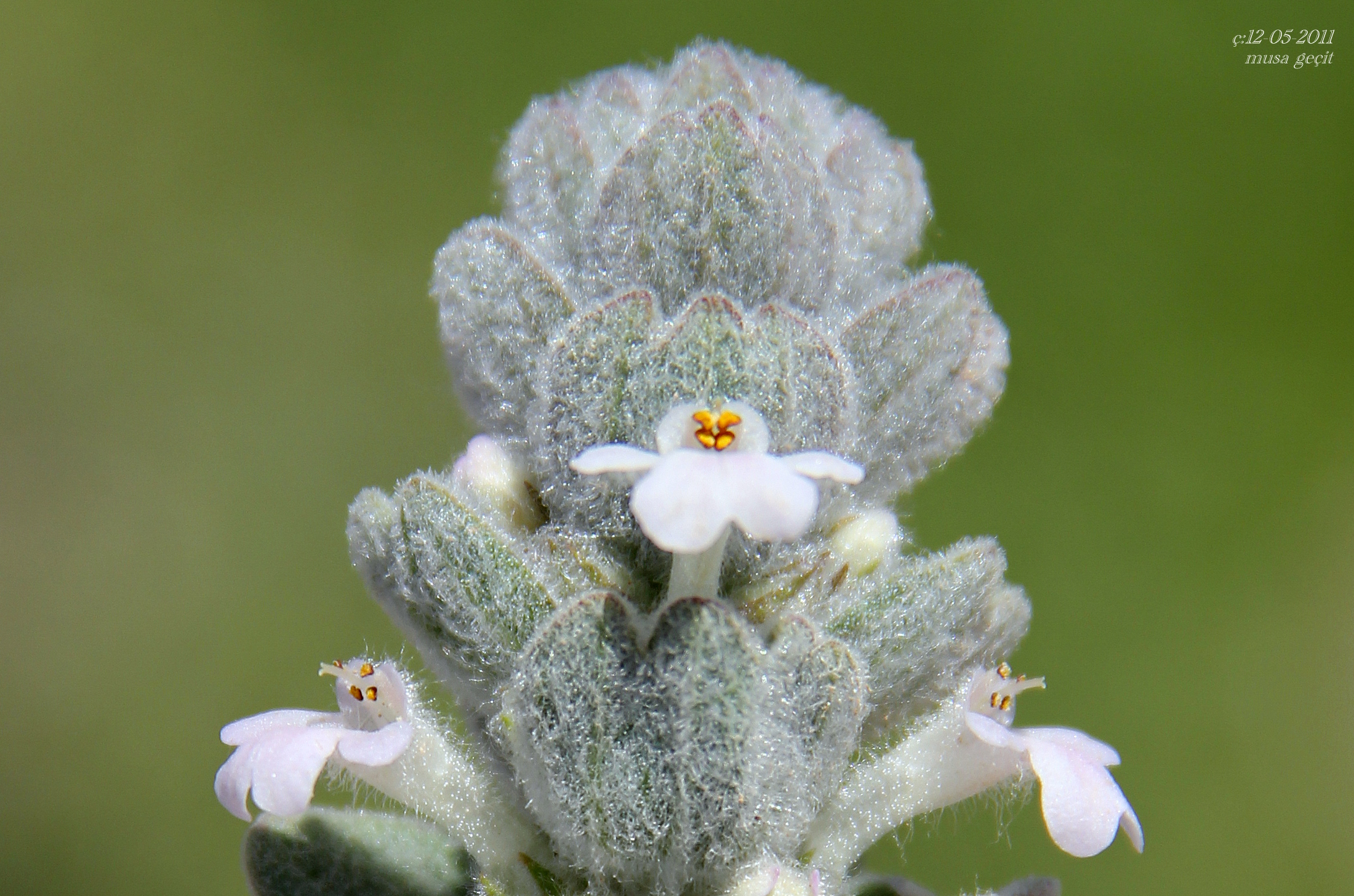
Ajuga vestita

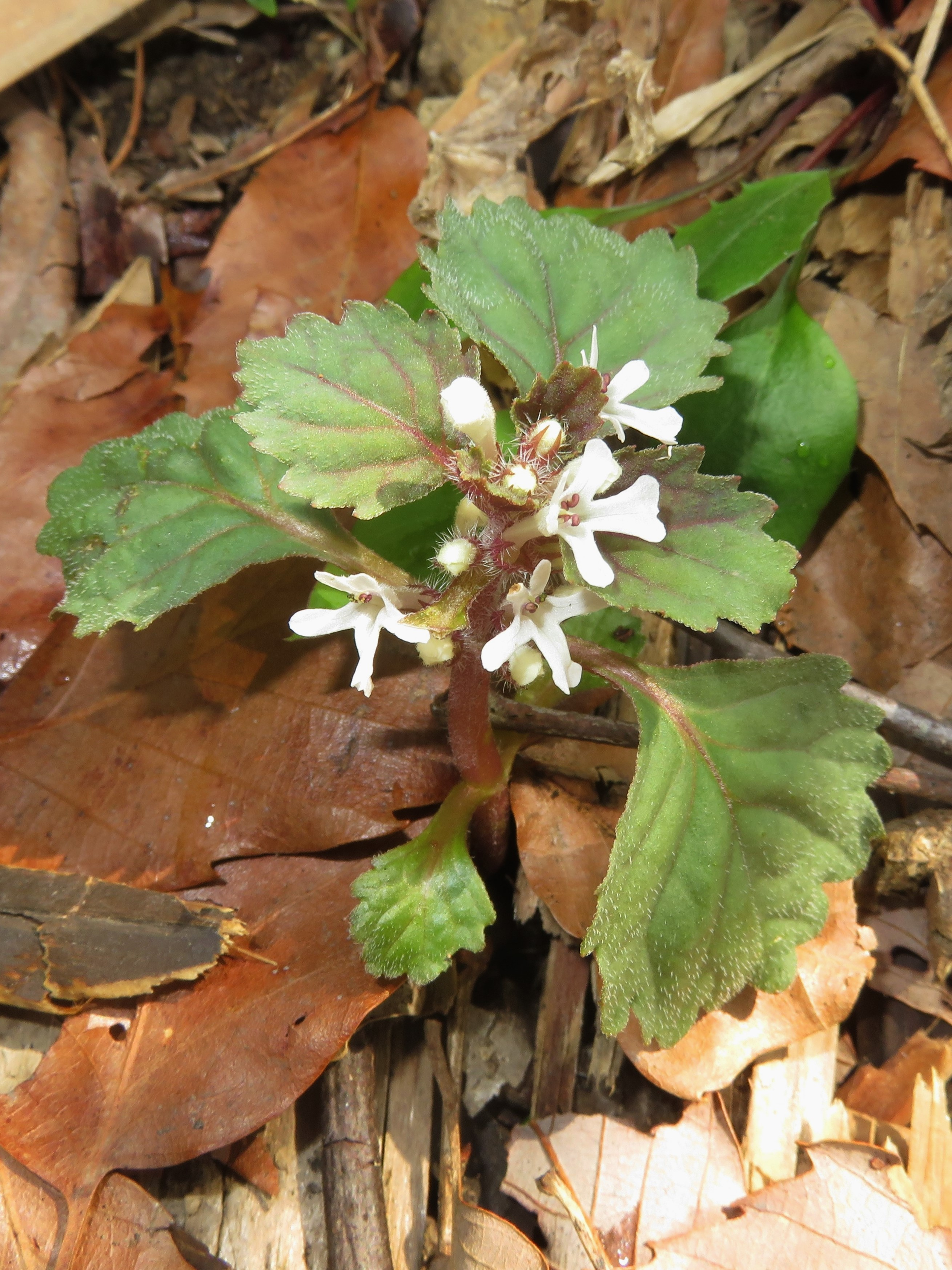
Ajuga yesoensis

Die Gattung Ajuga gehört zur Unterfamilie der Ajugoideae innerhalb der Familie der Lamiaceae.
Die etwa 65 Arten der Gattung Günsel (Ajuga) kommen in ganz Eurasien bis nach Japan und im nördlichen Afrika vor, vereinzelt auch bis ins zentrale Afrika, nach Südafrika (Ajuga ophrydis) und bis Madagaskar. Besonders artenreich ist der Nahe Osten und der Himalaja. Zwei Arten stammen aus Australien (eine davon Ajuga australis). Einzelne Arten sind weltweit Neophyten, beispielsweise der Kriechende Günsel (Ajuga reptans). In Europa kommen folgende zehn Arten vor: Gelber Günsel oder Acker-Günsel (Ajuga chamaepitys), Genfer Günsel (Ajuga genevensis), Mittelmeer-Günsel (Ajuga iva}), Ajuga laxmannii, Ajuga orientalis, Ajuga piskoi, Pyramiden-Günsel (Ajuga pyramidalis), Kriechender Günsel (Ajuga reptans), Ajuga salicifolia, Sizilianischer Günsel (Ajuga tenorei).
Es gibt etwa 65 Ajuga-Arten:
- Ajuga ×adulterina Wallr. (= Ajuga genevensis × Ajuga pyramidalis): Sie kommt in Deutschland, Österreich, Tschechien, Frankreich und im ehemaligen Jugoslawien vor.[2]
- Ajuga arabica P.H.Davis: Die Heimat ist Saudi-Arabien.[2]
- Ajuga australis R.Br.: Die Heimat ist das östliche und südliche Australien.[2]
- Ajuga austroiranica Rech. f.: Die Heimat ist der Irak und der Iran.[2]
- Ajuga ×bastarda Makino (= Ajuga decumbens × Ajuga jesoensis): Sie kommt in Japan vor.[2]
- Ajuga bombycina Boiss.: Sie kommt auf Inseln in der Ägäis und in der südlichen Türkei vor.[2]
- Ajuga boninsimae Maxim.: Dieser Endemit kommt nur auf den japanischen Ogasawara-Inseln südlich von Honshu vor.[2]
- Ajuga ×borbasiana (Rouy) Prain (= Ajuga pyramidalis × Ajuga reptans): Sie kommt in Österreich und Frankreich vor.
- Ajuga brachystemon Maxim.: Die Heimat ist das nordindische Uttarakhand und Nepal.[2]
- Ajuga campylantha Diels: Sie gedeiht in alpinen Gebieten in Rhododendron-Dickicht, Kiefernwäldern und auf Weiden in Höhenlagen von 2800 bis 3500 Metern nur in der chinesischen Provinz Yunnan. Sie wird als Heilpflanze verwendet.[1]
- Ajuga campylanthoides C.Y.Wu & C.Chen: Es gibt zwei Varietäten:[1]
  - Ajuga campylanthoides var. campylanthoides: Sie gedeiht an Grashängen in Höhenlagen von 2200 bis 2800 Metern im autonomen Gebiet Tibet und in den chinesischen Provinzen Sichuan sowie Yunnan.[1]
  - Ajuga campylanthoides var. subacaulis C.Y.Wu & C.Chen: Sie gedeiht auf Grasland auf sandigen, steinigen Böden und entlang von Fließgewässern in Höhenlagen von 2000 bis 2600 Metern in der chinesischen Provinz Gansu vor.[2]
- Ajuga chamaecistus Ging. ex Benth.: Es gibt sechs Unterarten und zwei Varietäten:[2]
  - Ajuga chamaecistus var. bachtiarica Jamzad: Sie wurde 2012 aus dem Iran erstbeschrieben.[2]
  - Ajuga chamaecistus subsp. bamianica Rech. f.: Sie wurde 1982 aus Afghanistan erstbeschrieben.[2]
  - Ajuga chamaecistus Ging. ex Benth. subsp. chamaecistus: Sie kommt im Iran vor.[2]
  - Ajuga chamaecistus subsp. euphrasioides (Boiss.) Rech.f.: Sie kommt im Iran vor.[2]
  - Ajuga chamaecistus var. heterophylla Jamzad: Sie wurde 2012 aus dem Iran erstbeschrieben.[2]
  - Ajuga chamaecistus subsp. multisecta (Rech. f.) Rech. f.: Sie kommt in Afghanistan vor.[2]
  - Ajuga chamaecistus subsp. scoparia (Boiss.) Rech. f.: Sie kommt im Iran vor.[2]
  - Ajuga chamaecistus subsp. tomentella (Boiss.) Rech. f.: Sie kommt im Iran vor.[2]
- Gelber Günsel oder Acker-Günsel (Ajuga chamaepitys (L.) Schreb.): Er ist in mindestens 14 Unterarten in Westeuropa und im gesamten Mittelmeerraum bis Zentralasien verbreitet.[2]
- Ajuga chasmophila P.H.Davis: Die Heimat ist Syrien.[2]
- Ajuga ciliata Bunge: Es gibt sechs Varietäten:[1][2]
  - Ajuga ciliata var. chanetii (H.Lév. & Vaniot) C.Y.Wu & C.Chen: Sie gedeiht in Höhenlagen von etwa 1800 Metern in den chinesischen Provinzen Gansu, Hebei sowie Shaanxi.[1]
  - Ajuga ciliata Bunge var. ciliata: Sie kommt in Korea und in den chinesischen Provinzen Gansu, Hubei, Shaanxi, Shandong, Shanxi, Sichuan sowie Zhejiang vor.[2][1]
  - Ajuga ciliata var. glabrescens Hemsl.: Sie gedeiht an Grashängen und in Wäldern in Höhenlagen von 1100 bis 2500 Metern in den chinesischen Provinzen Gansu, Hubei, Shaanxi sowie Sichuan.[1]
  - Ajuga ciliata var. hirta C.Y.Wu & C.Chen: Sie gedeiht in Wäldern in Höhenlagen von etwa 2000 Metern in Sichuan.[1]
  - Ajuga ciliata var. ovatisepala C.Y.Wu & C.Chen: Sie gedeiht auf grasigen Standorten in Höhenlagen von etwa 2500 Metern in Sichuan.[1]
  - Ajuga ciliata var. villosior A.Gray ex Nakai: Sie kommt auf den japanischen Inseln Hokkaido, Honshu sowie Kyushu vor.[2]
- Ajuga davisiana Kit Tan & Yildiz: Die Heimat ist die Türkei.[2]
- Ajuga decaryana Danguy ex R.A.Clement: Die Heimat ist Madagaskar.[2]
- Ajuga decumbens Thunb.: Es gibt zwei Varietäten:[1][2]
  - Ajuga decumbens var. decumbens: Sie ist in weiten Teilen Chinas, in Taiwan, Korea und Japan verbreitet.[2][1]
  - Ajuga decumbens var. oblancifolia C.Y.Wu & S.Chow: Sie gedeiht an feuchten Standorten in Bambus-Wäldern und an Straßenrändern in Höhenlagen von 1500 bis 2300 Metern in den chinesischen Provinzen Guizhou sowie Sichuan.[1]
- Ajuga dictyocarpa Hayata: Das Verbreitungsgebiet reicht von den Nansei-Inseln und Taiwan bis Vietnam.[2]
- Ajuga fauriei H.Lév. & Vaniot: Die Heimat ist Korea.[2]
- Ajuga flaccida Baker: Die Heimat ist Madagaskar.[2]
- Ajuga forrestii Diels: Sie ist von Nepal bis zu den chinesischen Provinzen Sichuan, Yunnan sowie Tibet verbreitet.[1][2]
- Genfer Günsel (Ajuga genevensis L.): Das Verbreitungsgebiet reicht von Europa bis zum Kaukasusraum.[2]
- Ajuga grandiflora Stapf: Die Heimat ist das südliche Australien.[2]
- Ajuga ×hybrida A.Kern. (= Ajuga genevensis × Ajuga reptans): Sie kommt in Europa vor.[2]
- Ajuga incisia Maxim.: Dieser Endemit kommt auf der japanischen Insel Honshu nur in den Distrikten Kanoto sowie Chubu vor.[2]
- Ajuga integrifolia Buch.-Ham.: Das Verbreitungsgebiet reicht vom tropischen Afrika bis Neuguinea.[2]
- Mittelmeer-Günsel (Ajuga iva (L.) Schreb.): Das Verbreitungsgebiet umfasst den Mittelmeerraum und Makaronesien.[2]
- Ajuga japonica Miq.: Sie gedeiht auf Bergen auf den japanischen Inseln Honshu, Shikoku sowie Kyushu.[2]
- Ajuga laxmannii (Murray) Benth.: Sie ist von der südöstlichen Slowakei bis zum Nordkaukasus verbreitet.[2]
- Ajuga leucantha Lukhoba: Sie ist von Äthiopien bis zum westlichen Uganda verbreitet.[2]
- Ajuga linearifolia Pamp.: Sie gedeiht an trockenen Grashängen und in Schluchten in Höhenlagen von 700 bis 900 Metern in den chinesischen Provinzen Hebei, Hubei, Liaoning, Shaanxi sowie Shanxi.[1]
- Ajuga lobata D.Don: Das Verbreitungsgebiet reicht von Nepal bis Tibet und Yunnan.[1][2]
- Ajuga lupulina Maxim.: Es gibt zwei Varietäten:[1][2]
  - Ajuga lupulina var. lupulina: Sie kommt in Nepal, Tibet und in den chinesischen Provinzen Gansu, Hebei, Qinghai, Shanxi sowie Sichuan vor.[2][1]
  - Ajuga lupulina var. major Diels: Sie gedeiht in Höhenlagen von 2800 bis 4200 Metern in den chinesischen Provinzen Sichuan sowie Yunnan.[2]
- Ajuga macrosperma Wall. ex Benth.: Es gibt zwei Varietäten:[2]
  - Ajuga macrosperma var. macrosperma: Sie kommt in Bhutan, Nepal, Laos, Myanmar, Thailand, Vietnam, Taiwan und in den chinesischen Provinzen Guangdong, Guangxi, Guizhou sowie Yunnan vor.[2][1]
  - Ajuga macrosperma var. thomsonii (Maxim.) Hook. f.: Sie kommt im östlichen Himalaja in Indien und in der chinesischen Provinz Yunnan vor.[2][1]
- Ajuga makinoi Nakai: Dieser Endemit kommt nur auf der japanischen Insel Honshu vor.[2]
- Ajuga ×mixta Makino (= Ajuga decumbens × Ajuga nipponensis): Sie kommt in Japan vor.[2]
- Ajuga mollis Gladkova: Dieser Endemit wurde 1974 erstbeschrieben und kommt nur auf der östlichen Krim vor.[2]
- Ajuga multiflora Bunge: Es gibt zwei Varietäten:[2]
  - Ajuga multiflora var. multiflora: Sie kommt vom südöstlichen Sibirien bis China, Korea und Russlands Fernem Osten vor.[2]
  - Ajuga multiflora var. serotina Kitag.: Sie kommt nur in den chinesischen Provinzen Heilongjiang sowie Liaoning vor.[2]
- Ajuga nipponensis Makino: Das Verbreitungsgebiet reicht von Ostasien und China bis Vietnam.[1][2]
- Ajuga novoguineensis A.J.Paton & R.J.Johns: Die Heimat ist das westliche Neuguinea.[2]
- Ajuga nubigena Diels: Sie gedeiht in Höhenlagen von 2500 bis 4800 Metern in den chinesischen Provinzen Sichuan, Yunnan sowie in Tibet.[1][2]
- Ajuga oblongata M.Bieb.: Das Verbreitungsgebiet ist der östliche Kaukasusraum und der nördliche Irak.[2]
- Ajuga oocephala Baker: Die Heimat ist Madagaskar.[2]
- Ajuga ophrydis Burch. ex Benth.: Das Verbreitungsgebiet ist das südliche Afrika.[2]
- Orientalischer Günsel[3] (Ajuga orientalis L.): Sie ist von Sardinien[4] bis zum nordwestlichen Iran verbreitet.[2]
- Ajuga ovalifolia Bureau & Franch.: Sie gedeiht auf Grashängen und im Dickicht in Höhenlagen von 2800 bis 3700 Metern nur in den chinesischen Provinzen Gansu sowie Sichuan.[1]
- Ajuga pantantha Hand.-Mazz.: Sie gedeiht auf trockenen Hängen im niedrigen Gras in Höhenlagen von 2400 bis 2700 Metern nur in der chinesischen Provinz Yunnan. Sie wird als Heilpflanze verwendet.[1]
- Ajuga parviflora Benth.: Das Verbreitungsgebiet reicht vom östlichen Afghanistan bis zum Himalaja.[2]
- Ajuga piskoi Degen & Bald.: Sie kommt nur im südöstlichen Albanien bei Leskovik und am Ohridsee in Mazedonien vor.[5]
- Ajuga postii Briq.: Die Heimat ist die südliche Türkei.[2]
- Ajuga ×pseudopyramidalis Schur (= Ajuga pyramidalis × Ajuga reptans, Syn.: Ajuga ×rotundifolia Willk. & Cutanda ex Willk.): Sie kommt in Europa vor.[2]
- Ajuga pygmaea A.Gray: Das Verbreitungsgebiet reicht von Japan und Taiwan bis China.[2]
- Pyramiden-Günsel (Ajuga pyramidalis L.): Es gibt zwei Unterarten:[2]
  - Ajuga pyramidalis subsp. meonantha (Hoffmanns. & Link) Fern.Casas: Sie kommt nur vom südwestlichen Frankreich bis zur nördlichen Iberischen Halbinsel vor.[2]
  - Ajuga pyramidalis L. subsp. pyramidalis: Sie ist in Europa weitverbreitet.[2]
- Ajuga relicta P.H.Davis: Die Heimat ist die Türkei.[2]
- Kriechender Günsel (Ajuga reptans L.): Er ist von Europa bis zum Iran und im nordwestlichen Afrika verbreitet.[2]
- Ajuga robusta Baker: Die Heimat ist Madagaskar.[2]
- Ajuga salicifolia (L.) Schreb.: Sie kommt von Bulgarien bis zur Türkei vor.[2]
- Ajuga saxicola Assadi & Jamzad: Die Heimat ist der Iran.[2]
- Ajuga sciaphila W.W.Sm.: Sie gedeiht auf Grashängen, an feuchten Ufern von Fließgewässern in Kiefernwäldern und in Lorbeerwäldern in Höhenlagen von 2500 bis 3700 Metern nur in den chinesischen Provinzen Yunnan sowie Sichuan.[1]
- Ajuga shikotanensis Miyabe & Tatew.: Sie kommt nur auf den Inseln japanisches Honshu und südliche Kurilen vor.[2]
- Ajuga sinuata R.Br.: Die Heimat ist das östliche Australien.[2]
- Ajuga spectabilis Nakai: Die Heimat ist Korea.[2]
- Ajuga taiwanensis Nakai ex Murata: Das Verbreitungsgebiet reicht von Taiwan und den Nansei-Inseln bis zu den Philippinen.[2]
- Sizilianischer Günsel (Ajuga tenorei C.Presl): Er kommt nur im zentralen und südlichen Italien und in Sizilien vor[2].
- Ajuga turkestanica (Regel) Briq.: Sie kommt in Tadschikistan vor.[2]
- Ajuga vesiculifera Herder: Sie kommt in Kirgistan vor.[2]
- Ajuga vestita Boiss.: Sie kommt von der südöstlichen Türkei bis zum nördlichen Irak vor.[2]
- Ajuga xylorrhiza Kit Tan: Sie kommt nur in der östlichen-zentralen Türkei vor.[2]
- Ajuga yesoensis Maxim. ex Franch. & Sav.: Es gibt zwei Varietäten:[2]
  - Ajuga yesoensis var. tsukubana Nakai: Sie kommt auf den japanischen Inseln Honshu sowie Shikoku vor.[2]
  - Ajuga yesoensis Maxim. ex Franch. & Sav. var. yesoensis: Sie kommt auf den japanischen Inseln Hokkaido, Honshu sowie nördlichen Kyushu vor.[2]
- Ajuga zakhoensis Rech. f.: Sie kommt nur im nördliche Irak vor.[2]

## Nutzung
Beispielsweise werden vom Kriechenden Günsel (Ajuga reptans) einige Sorten als Zierpflanzen in Parks und Gärten verwendet.